# Outsourcing en ventas
El outsourcing en ventas es un camino creciente y cada vez más popular para las compañías, para incrementar sus volúmenes de ventas en los productos o servicios utilizando a un tercero. Cada vez son más comunes las compañías de outsorcing para mejorar el volumen de ventas sin necesidad de establecer vínculos con los equipos de ventas que llevan a cabo. La empresa que se encarga de contratar el servicio de outsourcing, normalmente pagará sobre los resultados que pueden llegar a generar, por esta razón se crea una situación de beneficio mutuo entre el cliente y la empresa contratada.

## Antecedentes
Todo el outsourcing en ventas es observado por compañías que tienen una fuerza externa de ventas. Esto es diferente al valor agregado en las reventas o en la distribución de un modelo de negocio que puede ser basado en riesgo compartido ; sin embargo, es más rápido, flexible y da mayor experiencia. 
Otros nombres que recibe el outsourcing en ventas incluye los términos 'ventas indirectas y 'canales de venta'.
El outsourcing en ventas es diferente del 'telemarketing'. En este se requiere un reclutamiento directo para las ventas personales con finalidades específicas para cada campaña de ventas. Usualmente las ventas ejecutivas son formadas por un equipo que incluye al 'Telemarketing', mercadotecnia, sistemas de instrumentos y metodologías así como gestión de ventas.
Las firmas de ventas outsourcing proveen responsabilidad en cuanto a todos los resultados de ventas y actividades representando la marca del cliente. Para el cliente o usuario final, por lo general aparece como si el equipo de ventas vendiera el producto por sí mismo, en lugar de la firma de outsourcing de ventas.  La firma de outsourcing es, en esencia, una extensión del cliente pero es responsable de todas las operaciones asociadas con actividades de ventas directas, a menudo recibiendo entrenamiento en diferentes áreas, como soporte técnico de producto/servicio de parte de la empresa que los contrató.

## Propósito del Outsourcing en Ventas
El único propósito de un contrato con una organización es proveer recursos de ventas para sus clientes, sin tomar el título de sus productos. 
Los proveedores de outsourcing de ventas incluyen representantes del fabricante, organizaciones de contrato de ventas, agentes de ventas o consultores de ventas outsourcing. Una forma de organizar las ventas, especialmente cuando el producto es irregular, es reemplazar o complementar los recursos internos con funcionalidad y experiencia, para contratar una organización en ventas.  
El outsourcing de ventas es completamente diferente al outsourcing de servicios a gran escala, que tiene sus ventajas pero también requiere el contrato preventivo y la dirección de relación. Además de un outsourcing de ventas completo, muchos modelos parciales son observados, particularmente en largas firmas.

## Actividades que más comúnmente se exteriorizan
Una variedad de actividades de ventas puede ser externalizada como:
- Outsourcing de parte del proceso de ventas, ej. calificación de candidatos o el afianzamiento.
- Outsourcing de segmentos particulares de cliente, ej. segmentos del lugares geográficos o sectores que son difíciles de alcanzar o son culturalmente diferentes.
- Outsourcing de ventas de un determinado producto o líneas de servicio (ej. piezas y mantenimiento) o actividades relacionadas con el producto, como lanzamientos de productos.

Cualquiera de los siguientes pueden considerarse como ventas parciales outsourcing o ventas hacia fuera-multitarea:
- Integrándose contratistas en equipos de ventas interiores para una cobertura de ausencias a largo plazo como baja por maternidad o dirección de la vacante general.
- Ventas sindicadas – donde el vendedor contratado presenta productos complementarios de diferentes empresas en una única llamada a un cliente.

## Ventajas del Outsourcing
En el outsourcing en ventas se espera que una opción más barata que contratar a todo un equipo de ventas, aunque calcular el costo y comparar las opciones está lejos de ser sencillo. Aunque reemplazar los costos fijos con costos variables es atractivo para los responsables del presupuesto. Sin embargo, a diferencia de muchas formas de outsourcing, las ventajas del outsourcing en ventas no es a menudo proveniente del ahorro en costos sino de incrementar las ganancias, proveer la velocidad de respuesta o la flexibilidad.
El caso de negocios para outsourcing en ventas también debe ser considerado en el costo para realizar el contrato. Difícilmente la medida de relación entre actividades de ventas y el rendimiento de las ventas es preferente para los empleados de ventas. Sin embargo, las cuestiones internas son a menudo las mismas y contratar internamente tiene muchas otras "distracciones" corporativas que no son producidos por recursos externos.
Las compañías también pueden elegir el outsourcing en ventas como medio para poder acceder a las mejores habilidades de ventas. Aunque el término "alquiler de representante" es aún usado, estas son algunas evidencias que perciben los contratistas como un buen desempeño como buenos ejecutantes frente a criterios de rendimiento tanto cualitativo como cuantitativo. Aun así el riesgo de reputación de terceros que maneja la relación con el cliente, se ha observado que es un factor restrictivo para el outsourcing en ventas. Uno podría argumentar que un empleado entra a una compañía para ganar un salario de 2 a 3 años y experiencia, en cambio con una empresa de outsourcing en ventas, por lo general, se busca un contrato a largo plazo aunque el personal pueda cambiar a lo largo de ese tiempo. Los objetivos de un outsourcer pueden ser alineados con los fines y objetivos de la compañía que contrata.
Un estudio reciente resaltó que la flexibilidad es uno de los puntos más fuertes del outsourcing en ventas. Los entornos de negocios internos acentúan que necesitan convertir los recursos de ventas dentro y fuera rápidamente. Industrias y compañías se someten rápidamente a cambios y querrán evitar costos y riesgos que conlleva la contratación y despido. Los contratos de organizaciones en ventas pueden absorber riesgos de empleo, permitiendo que sus clientes respondan en un corto plazo a las oportunidades o actividad de la competencia. Sin embargo, un outsourcer puede aumentar la prima de tasa o comisión si se requiere una flexibilidad excesiva en el contrato.
Los contratos de organizaciones en ventas están creciendo en volumen e influencia, son capaces de proveer tanto actividad táctica como apoyo estratégico a sus clientes a largo plazo.
La velocidad de respuesta es vista como una clave crucial para usar un outsourcer. Si una compañía fue observada para entrar al mercado es probable que tome muchos meses para reclutar a un director local que después tomará más meses para encontrarlo, una oficina y construir un equipo. Con un outsourcer, una vez seleccionado el equipo de trabajo a menudo puede estar en funcionamiento en cuestión de días o semanas.

## Tasa de crecimiento de Ventas Indirectas
La experiencia de varias organizaciones en los últimos años demuestra que los canales indirectos pueden ser de vital importancia para poder expandirse en el mercado. Esto puede ser particularmente cierto en la electrónica, comunicaciones y altos sectores de tecnología.
Por ejemplo, el canal indirecto actualmente representa el 66% de las ventas totales de tecnología, arriba del 53% en 1997.

## Ejemplos de empresas con Outsourcing en Ventas
Algunos ejemplos de compañías de comunicaciones que emplean las fuerzas de ventas indirectas a sus ventas internas, los esfuerzos incluyen: AireSpring, AT&T, Comcast, Earthlink Business, Integra Telecom, Level 3 Communications, Time Warner Cable, TelePacific, TW telecom, XO Communications, and Windstream. Algunas de las más exitosas agencias de ventas que venden servicios de voz y de datos incluyen Telarus que se basa en Salt Lake City, Utah, Intelysis basado en Petaluma, California, Telecom Brokerage Inc, basado en Chicago o en Europa encontramos ejemplos como Winche Redes Comerciales.